# Golfe Joseph Bonaparte
Le golfe Joseph Bonaparte, en anglais : Joseph Bonaparte Gulf, est un golfe de la mer de  Timor formé par la côte nord de l'île principale de l'Australie et relevant de l'Australie-Occidentale dans sa partie occidentale et du Territoire du Nord dans sa partie orientale. Il a été nommé en l'honneur de Joseph Bonaparte.